# Bruno Kongaouin
Bruno-Nazaire Kongaouin (Bangui, 12 ottobre 1966) è un ex cestista centrafricano.

## Carriera
Con la Rep. Centrafricana ha preso parte ai Giochi olimpici del 1988, segnando 7 punti in 5 partite.